# Aedes bancroftianus
Aedes bancroftianus är en tvåvingeart som beskrevs av Edwards 1921. Aedes bancroftianus ingår i släktet Aedes och familjen stickmyggor. Inga underarter finns listade i Catalogue of Life.